# Генрі Арнольд
Генрі Арнольд (англ. Henry H. Arnold; 25 червня 1886, Глейдвайн, Пенсільванія — 15 січня 1950, Сонома, Каліфорнія) — американський воєначальник, піонер авіації, генерал армії та генерал Повітряних сил США. Начальник Повітряного корпусу Армії (1938—1941), командувач Повітряних сил армії США (1941—1946), а також командувач 20-ї повітряної армії (1944—1945). Єдиний в історії офіцер, що мав найвищі п'ятизіркові військові звання двох видів Збройних сил США: генерала армії та генерала Повітряних сил. Арнольд також ініціатор заснування американського Проекту RAND, що вважається першим та однім з найбільших аналітичним центром у світі глобальної політики. Один із засновників Pan American World Airways, однієї з найбільших авіакомпаній США.

## Біографія
Військова кар'єра
- 1903 — кадет
- 14 червня 1907 — другий лейтенант
- 10 квітня 1913 — перший лейтенант
- 20 травня 1916 — капітан
- 27 червня 1917 — майор
- 5 серпня 1917 — полковник
- 15 січня 1918 — майор
- 1 лютого 1931 — підполковник
- 2 березня 1935 — бригадний генерал
- 1 березня 1936 — полковник
- 22 вересня 1938 — генерал-майор
- 15 грудня 1941 — генерал-лейтенант
- 19 березня 1943 — генерал
- 21 грудня 1944 — генерал армії
- 7 березня 1949 — генерал Повітряних сил США

### Молоді роки
Генрі Гарлі Арнольд народився 25 червня 1886 року в невеличкому селищі Глейдвайн в окрузі Монтгомері, штату Пенсільванія в родині лікаря Герберта Алонзо Арнольда (1857—1933), нащадка видатної американської політичної та військової сім'ї Арнольдів (серед далеких родичів майбутнього генерала ПС США був знаменитий генерал Б.Арнольд). 1903 році Г.Арнольд закінчив навчання у вищій школі Нижнього Меріона в Ардморі, штат Пенсильванія.

### Початок військової служби

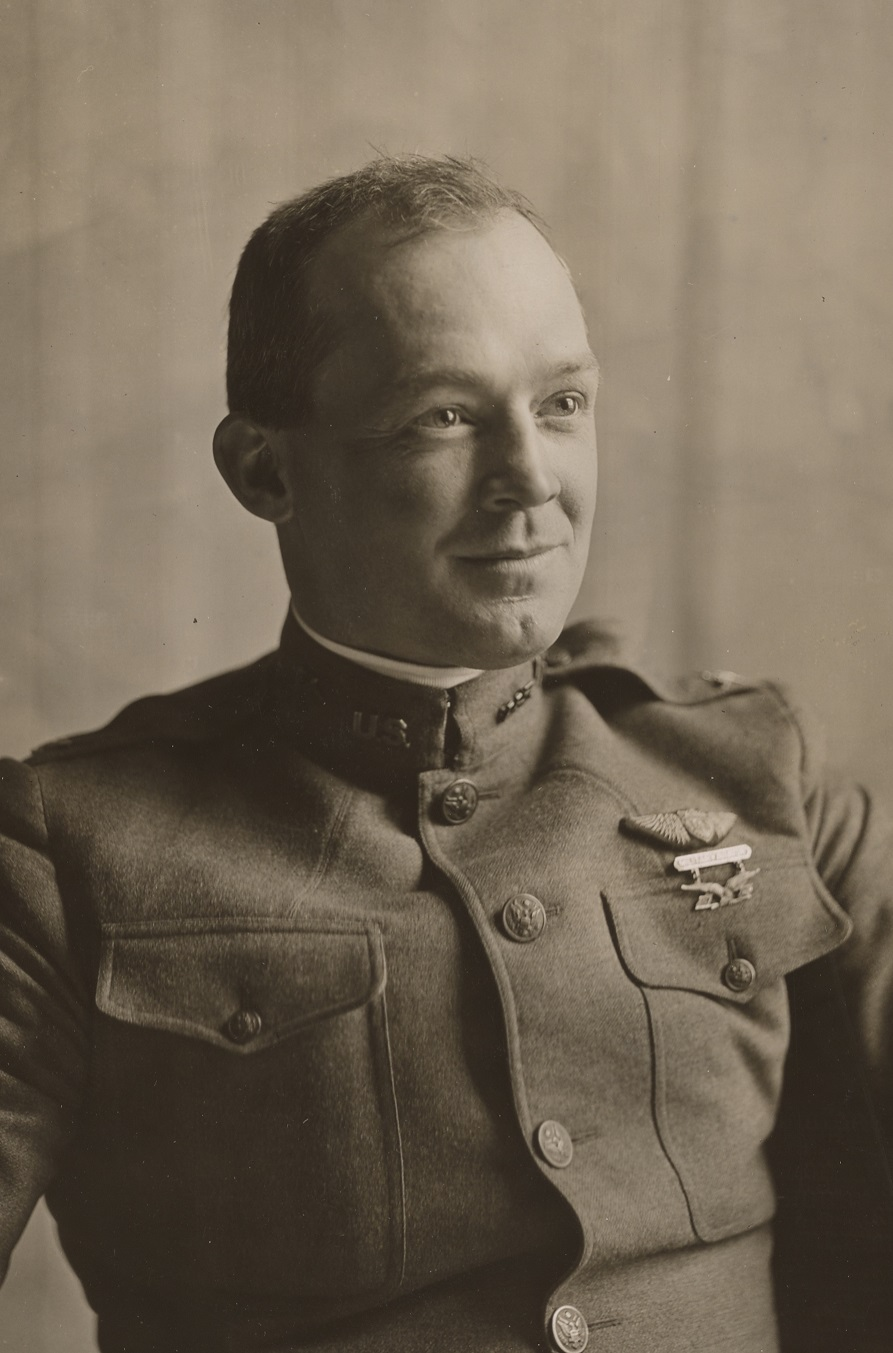
Полковник американської армії Г.Арнольд. 26 квітня 1918

У віці 17 років здав іспити до Військової академії у Вест-Пойнті. Юнак мріяв отримати призначення до кавалерії, але через середні показники в навчанні та сукупний загальний статус (у випуску з Вест-Пойнта він посів 66 місце з 111 курсантів) привели до того, що 14 червня 1907 року після закінчення навчання йому присвоїли первинне офіцерське звання другий лейтенант та призначили до піхотної частини. 7 грудня 1907 року молодий офіцер прибув для проходження військової служби до 29-го піхотного полку, що дислокувався в Манілі на Філіппінах.
Із початку служби в піхоті, Г.Арнольду не сподобався усталені порядки та традиції, тому він добровільно записався помічником до капітана А.Ковена, який проводив картографічне знімання острову Лусон. Після завершення цієї експедиції він на пропозицію А.Ковена записався добровольцем на навчальні курси пілотів Корпусу зв'язку, але офіційний виклик на навчання так і не надійшов. У червні 1909 року 29-й піхотний полк перевели до Форт-Джей, Нью-Йорк, і Г. Арнольд вирушив до свого нового місця служби через Париж. Тут він вперше у житті побачив літак у польоті, керований Луї Блеріо.
Арнольд негайно подав рапорт на переведення до Корпусу зв'язку, а 21 квітня 1911 року отримав наказ про переведення його до Дейтона в Огайо, де він був прийнятий на курси пілотів літаків. 3 травня він почав навчання, а 13 травня Г.Арнольд після сумарного нальоту за 28 уроків трьох годин і сорока восьми хвилин навчальних польотів, він здійснив свій перший самостійний політ. 6 липня 1911 року Г.Арнольд отримав сертифікат пілота Міжнародної федерації повітроплавання (FAI) № 29, а рік по тому — сертифікат військового авіатора № 2. 1913 він також був визнаний одним з перших 24 військових авіаторів, що мали право носити новітній військовий значок пілота.
Після ще декількох тижнів тренувальних польотів у Дейтоні для набуття досконалішого досвіду, 14 червня Арнольд був відправлені до Повітроплавального відділення Корпусу зв'язку, створеного в Колледж-Парк, штат Меріленд, де він став одним з перших авіаційних інструкторів армії. Під час польотів Г. Арнольд неодноразово потрапляв в авіакатастрофи, розбивав літак, але наполегливо продовжував працювати над собою.

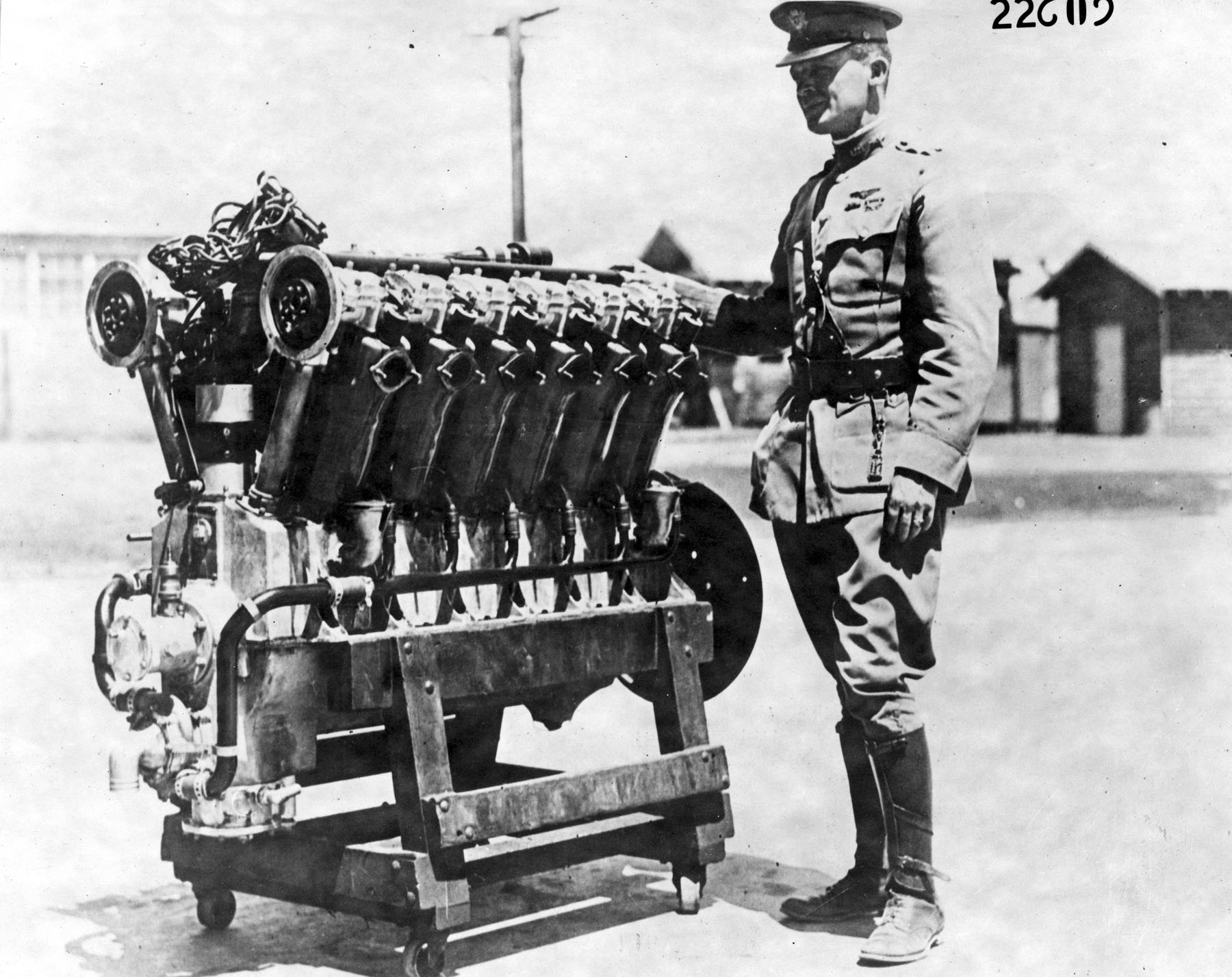
Майор американської армії Г.Арнольд біля одного з перших Liberty L-12, що згодом був встановлений на багато літаків початку 20 століття

Протягом наступних років молодий авіатор продовжував інтенсивно розвивати повітроплавання, взаємодіяв під час тренувань та навчань з різними родами військ, виконував різні складні польотні завдання на літаках Burgess Model H, Wright Model C. Однак, у листопаді 1912 року під час одного з польотів, Г.Арнольд потрапив у черговий раз в аварійну ситуацію й при вимушеній посадці ледве уникнув загибелі. З цього часу в нього з'явилася боязнь польотів на літальних апаратах.
1 грудня 1912 року Г.Арнольд отримав призначення на посаду помічника нового начальника Повітроплавального відділення при штабі Корпусу зв'язку у Вашингтоні, округ Колумбія. 1 вересня 1913 року його призначили до піхотного підрозділу у Форт-Томасі, штат Кентуккі, звідкіля перевели до 13-го піхотного полку.
У січня 1914 року Г.Арнольд вдруге прибув для проходження служби до Філіппін, де незабаром подружився з першим лейтенантом Дж. Маршаллом. У січні 1916 року, після двох років служби на Філіппінських островах, його повернули до Сполучених Штатів, служити він продовжив у найстарішому полку армії США, 3-му піхотному. 20 травня 1916 року Г.Арнольд повернувся до лав Повітроплавального відділення, але не на льотну посаду.
З часом Г.Арнольд відновив свої польоти на планерах, і вже 26 листопада 1916 року він здійснив свій самостійний політ на Curtiss JN-2. 5 серпня 1917 року йому присвоїли звання полковника.
У жовтні 1917 року його відправили до Франції до генерала Дж. Першинга, командувача Американськими експедиційними силами, але, перебуваючи на борту судна, під час подорожі він захворів на іспанський грип і по прибуттю до Англії був госпіталізований. Тільки 11 листопада 1918 року він прибув на фронт, але цього ж дня воєнні дії закінчилися з капітуляцією Німеччини.

### Міжвоєнний час
20 травня 1918 року Повітроплавальне відділення відокремили від Корпусу зв'язку армії США, перетворивши на Авіаційну службу Армії. Проте, на думку вищого армійського керівництва того часу «військова авіація не може бути нічим іншим, як однім з допоміжних родів Армії». Між прибічниками створення самодостатнього потужного та ефективного повітряного компоненту в Збройних силах, яких очолював генерал В.Мітчелл та зокрема належав і Г.Арнольд, і прихильниками старої школи розпалилося жорстоке протистояння.
У серпні 1924 року Г.Арнольд поступив на навчання до Індустріального коледжу армії, після завершення якого повернувся до штабу Авіаційної служби армії, де він служив разом з В.Мітчеллом. Коли того віддали під трибунал, молодим офіцерам, як-то Г.Арнольду, К.Спаатсу, А.Ікеру, що мали приятельські стосунки з опальним генералом, погрожували тим, що їхня позиція може негативно вплинути на подальшу кар'єру в лавах армії. Але, усі вони вперто продовжували настоювати на підтримці ідей В.Мітчелла та під час судових засідань давати свідчення на його користь.
У лютому 1926 року військовий секретар Д.Девіс наказав начальнику Авіаційної служби генерал-майору М.Патріку знайти та покарати тих, хто продовжує підтримувати ідеї В.Мітчелла. Патрік вже знав про цю діяльність і вибрав Г. Арнольда для науки іншим. Він запропонував Г.Арнольду вибір, або відставка, або військовий трибунал, але коли Арнольд погодився з останнім, Патрік вирішив уникнути іншого публічного фіаско і замість цього перевів його у Форт-Райлі, подалі від Вашингтона з його інтригами, де 22 березня 1926 року той очолив 16-у спостережну ескадрилью.
У серпні 1928 року опала для Г.Арнольда закінчилася, коли за особистою рекомендацією нового начальника Авіаційної служби генерала Дж. Фечета кандидатуру офіцера було надано начальнику штабу армії генералу Ч. Саммерелу для вступу на навчання до Командно-штабного коледжу сухопутних військ у Форт Лівенворт. У червні 1929 року Г. Арнольд завершив вищий навчальний заклад з високими відмітками та отримав призначення на посаду командира Фейрфілдської авіабази в штаті Огайо. 1 лютого 1931 року він був підвищений у званні до підполковника.
Потім він посідав різні командні та штабні посади у військовій авіації, керував декількома структурами, базами, доки начальник штабу армії генерал М. Крейг, який мав гарні особисті стосунки з Г.Арнольдом не запросив того до штабу сухопутних військ у Вашингтоні. Попри незадоволеність та спроби не допустити повернення одного з палких прибічників опального генерала В.Мітчелла до вищих ешелонів влади, М.Крейг добився переводу Г.Арнольда на посаду помічника начальника Авіаційного корпусу армії США.
21 вересня 1938 року в авіаційній катастрофі поблизу Бербанка в Каліфорнії загинув керівник Авіаційного корпусу генерал О. Вестовер, який особисто пілотував штурмовик A-17. Декілька днів відбувалися безсторонні «бої» за крісло керівника військової авіації, проти кандидатури Г.Арнольда, якого вважали найбільш професійно підготовленим та достойним цієї посади, виступило чимало вищих військових посадовців та їхніх посіпак. Врешті-решт, 29 вересня 1938 року особистим указом Президента Ф. Рузвельта бригадного генерала Г.Арнольда призначили начальником Повітряного корпусу Армії США з одночасним присвоєнням тимчасового звання генерал-майор.

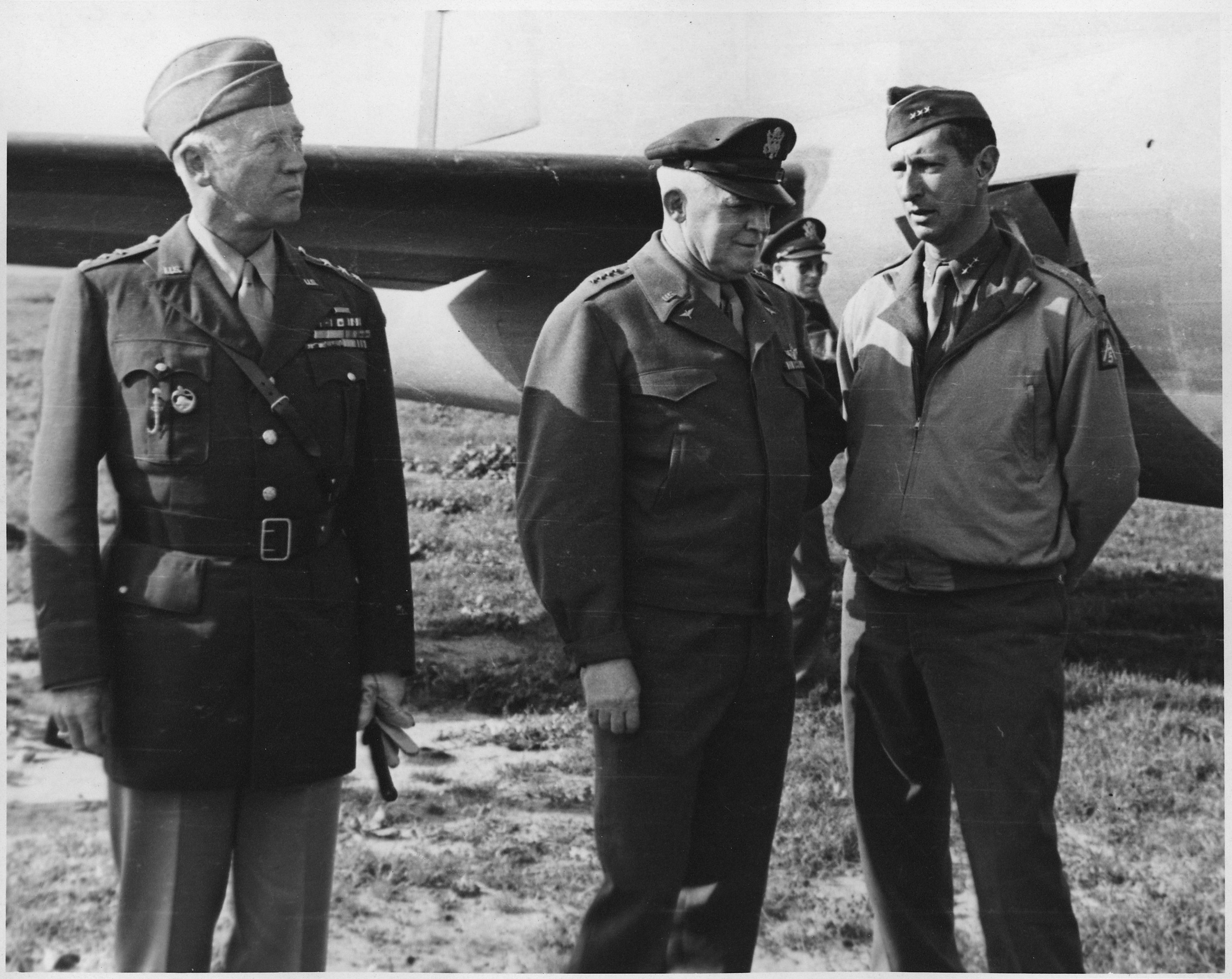
Американські генерали Джордж Паттон, Генрі Арнольд та Марк Кларк. 8 грудня 1943

Перебування генерала Г.Арнольда на вищій в авіації посаді не було безхмарним. Хоча він демонстрував неабияку енергію та працездатність на новій посаді, всіляко заохочував дослідження і розробки у військовій сфері, серед яких були проекти стратегічних бомбардувальників B-17 і концепція реактивного зльоту літаків того часу, він спіткався з неабиякими проблемами на політичній арені з керівництвом держави через свою вперту позицію стосовно ролі та місця авіації в обороні США.
У березні 1939 року Арнольд був призначений військовим секретарем Гаррі Вудрінгом на посаду голови Ради повітряних сил, для створення доктрини й надання пропозицій щодо організації армійської авіації начальнику штабу сухопутних військ. Г.Арнольд надав свої висновки Джорджу Маршаллу, новопризначеному на посаду начальника штабу, 1 вересня 1939 року, коли нацистська Німеччина вторглася до Польщі. Коли Дж. Маршалл визначив завдання провести дослідження стосовно оптимальної реорганізації Повітряного корпусу, 5 жовтня 1940 року Г.Арнольд доповів своє бачення щодо створення окремого штабу повітряних сил, об'єднання усіх авіаційних сил під одним командувачем і надання йому права керування компонентами наземного і матеріально-технічного забезпечення.
Два роки тривали надзвичайно напружені стосунки між начальником Повітряного корпусу та міністром фінансів і близьким товаришем Президента Г. Моргентау, який був схильний очорнити керівництво Військового департаменту і Повітряного Корпусу зокрема. Через це протистояння Г.Арнольд потрапив в опалу до Президента США і отримав особисте попередження від Т.Рузвельта, через що його не допускали до Білого дому протягом восьми місяців.
У березні 1941 року конфлікт досяг поворотного моменту, коли новий військовий секретар Генрі Л. Стімсон, прихильник ідей Г.Арнольда, подав його ім'я на присвоєння постійного звання генерал-майора. Ф.Рузвельт відмовився підписання подання і надати цей список до Сенату на підтвердження кандидатури Арнольда. Примушення до звільнення зі служби здавалося неминучим як для Г.Стімсона, так і для Дж. Маршалла. Але, після тритижневої поїздки генерала Г.Арнольда у квітні 1940 року до Англії, для проведення стратегічного аналізу ситуації з обороною Британії, він був викликаний на зустріч до Ф.Рузвельта, щоб повідомити про свої висновки. Доповідь настільки вразила Президента, що з цього моменту «положення Арнольда в Білому домі стало безпечним». Важливість його статусу для Ф.Рузвельта була продемонстрована, коли Г.Арнольда, а не Г.Моргентау, було запрошено на Атлантичну конференцію на Ньюфаундленді в серпні, першу з семи таких зустрічей, в яких він брав участь.

### Друга світова
20 червня 1941 року, за два дні до вторгнення Німеччини до Радянського Союзу, були створені повітряні сили армії, їхнім командувачем був призначений генерал-майор Г.Арнольд, одночасно він виконував обов'язки «заступника начальника штабу з авіації». Незважаючи на те, що це забезпечило повітряні сили власним персоналом і звело всю організацію під командуванням одного генерала, вона не змогла забезпечити достатній ступінь автономності військовій авіації. На основі консенсусу між Дж. Маршаллом і Г.Арнольдом усі розмови та пропозиції щодо відокремлення Повітряних сил у рівноправний з армією і військово-морським флотом вид, було відкладено до війни.
У липні Ф.Рузвельт наказав провести аналіз спроможності виробничих потужностей США, з огляду на ймовірний вступ у війну. Г.Арнольд представив Президентові аналітичну довідку, позначену, як AWPD/1, в якій визначалося чотири головні завдання для авіації: захист Західної півкулі, початкова оборонна стратегія проти Японії, стратегічний повітряний наступ проти гітлерівської Німеччини і пізніше стратегічний повітряний наступ проти Японії в передбаченні потенційного вторгнення на Японські острови. Пропозиції включали збільшення повітряних сил армії до 60 тис. літаків і 2,1 млн осіб. AWPD/1 передбачав формування 24 авіагруп (приблизно 750 літаків) стратегічних бомбардувальників B-29, що мали розгортатися в Північній Ірландії та Єгипті для використання проти нацистської Німеччини, а також розгортання виробництва достатньої кількості стратегічних бомбардувальників B-36 для виконання міжконтинентальних бомбардувань Німеччини.
15 грудня 1941 року, незабаром після вступу США у війну, Г. Арнольд був підвищений у генерал-лейтенанти.
Водночас, протистояння повітряних сил з сухопутними військами та особливо з флотським керівництвом продовжувалося. Виходячи з особистого наказу Президента, Військовий департамент надав повітряним силам максимально повну автономію, рівну і цілком відокремлену від сухопутних військ і служб постачання. Г.Арнольд став головнокомандувачем повітряних сил армії і повноправним членом Об'єднаного комітету начальників штабів і Об'єднаного комітету начальників штабів союзників.
Відразу після нападу на Перл-Гарбор Г. Арнольд почав втілювати в життя пропозиції AWPD/1. Основною стратегічною силою проти нацистської Німеччини стала 8-ма повітряна армія на чолі з генералом К.Спаатсом. Перші роки війни були надзвичайно складними для американської військової авіації, літаків та підготовлених професійних кадрів хронічно не вистачало, Г.Арнольду доводилося іноді особисто розподіляти ресурси, послаблюючи деякі формування до мінімальних потреб. Найскладнішою була ситуація зі стратегічними бомбардуваннями Німеччини. Довоєнні погляди про спроможність важкої бомбардувальної авіації самостійно, без підтримки винищувачів, виконувати стратегічні завдання в глибині території противника, не виправдалися. Важкі втрати влітку і восени 1943 року при проведення далеких бомбардувальних рейдів посилили прохання командувача 8-ї армії А.Ікера. Г.Арнольд, нетерплячий до результатів, ігнорував висновки А.Ікера і звинувачував у відсутності агресивності командирами бомбардувальників. У той час генерал Дуайт Д. Ейзенхауер збирав свою командну групу для вторгнення до Європи, і Г.Арнольд схвалив прохання Д.Ейзенхауера замінити А.Ікера своїми командувачами, К.Спаатсом і Дж. Дуліттлтом. Як не дивно, саме ті речі, які А.Ікер просив — збільшення кількості бомбардувальників, підвісні паливні бак, винищувачі супроводження типу P-51 — супроводжували зміну командування і значно посилили 8-у армію, яка внесла вирішальний внесок у перемогу над Німеччиною, використовуючи доктрину стратегічних бомбардувань.

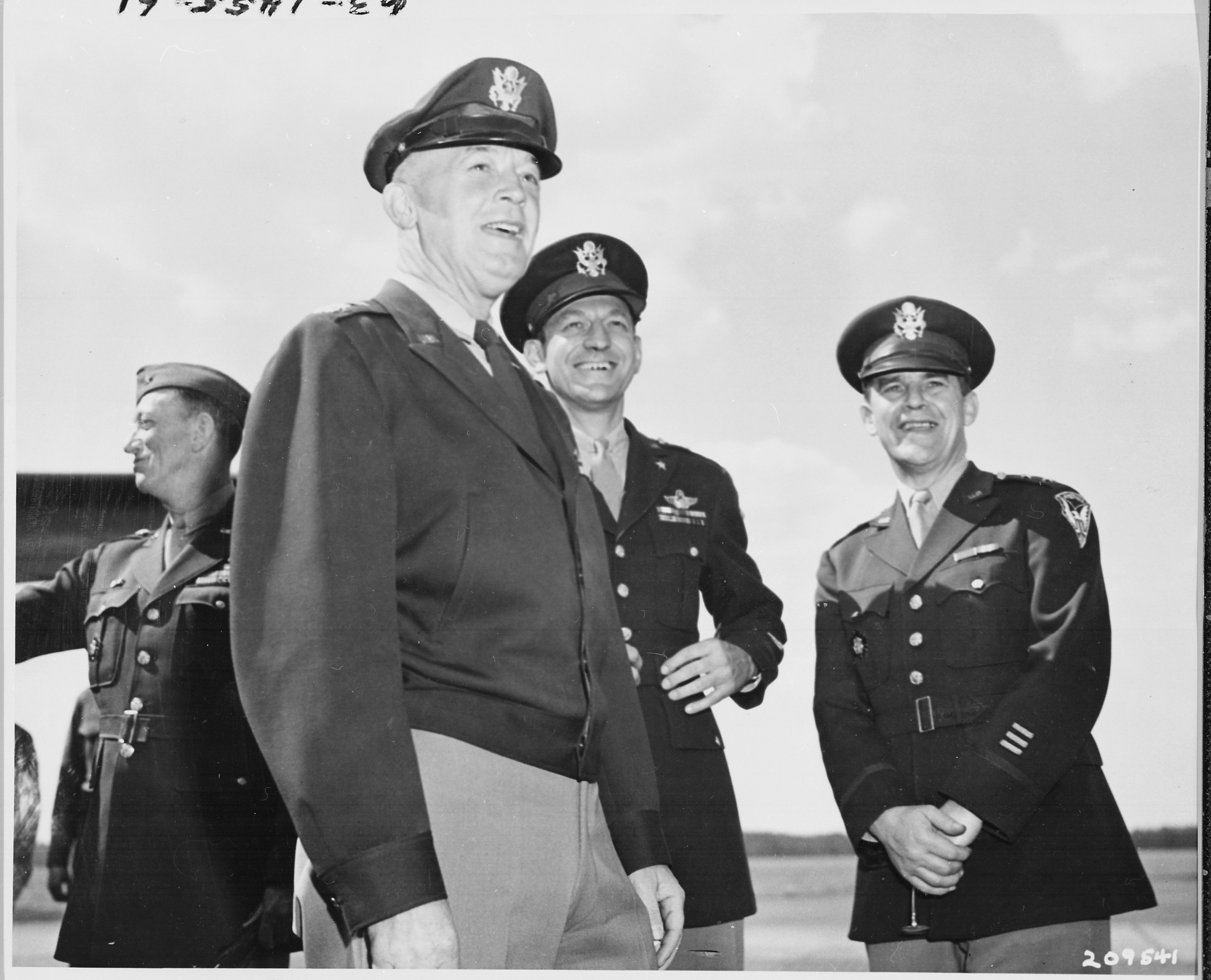
Генерал Генрі Арнольд з офіцерами повітряних сил армії на берлінському аеродромі Гатов. 15 липня 1945

У досягненні необхідних результатів Г.Арнольд демонстрував повню безжалісність до своїх підлеглих, і особливо до власних друзів і протеже. За час свого командування авіацією він зняв або відсторонив багато з генералів із займаних посад через низькі показники або слабку майстерність у керуванні підпорядкованими об'єднаннями та з'єднаннями.
Безжальний до підлеглих, генерал Г.Арнольд був абсолютно безжалісливим до себе. З 1943 до 1945 року він переніс чотири інфаркти в гострій формі. Вважаючи, що його особиста присутність вкрай необхідна на найбільш складних напрямках його діяльності, або там, де назрівала криза, він постійно перелітав з одного кінця земної кулі на інший. Він прибував до Англії, звідкіля летів до Південного Тихого океану, у Північну Африку, Китай, на Близький Схід та в Італію (де потрапив під артилерійський обстріл разом зі своїми офіцерами), знову в Англію, до Нормандії, в Німеччину та Італію, до Західного Тихого океану й знову в Німеччину. Перебуваючи під постійним стресом, він випробував колосальні навантаження, працюючи на посаді. Досить важливо було і те, що командувачу авіацією постійно доводилося «воювати» зі своїми колегами по збройним силам, в особливості з флотом. Міжвидове протистояння продовжувало бути надзвичайно впливовим фактором під час перебування Г.Арнольда в посаді. Командування ВМС категорично не сприймало його як рівноправного начальника штабу, й звідсіля витікало ставлення до його генералів та офіцерів, яких часто попросту ігнорували.
19 березня 1943 року Г.Арнольду присвоїли звання повного генерала, а 21 грудня 1944 року він став п'ятизірковим генералом армії, ставши в один ряд з Дж. Маршаллом, Д.Макартуром та Д.Ейзенхауером.
Після повної капітуляції Японської імперії та завершення війни, Г.Арнольд продовжував перебувати на службі, але через стан свого здоров'я постійно мав труднощі з виконанням своїх обов'язків. У січні 1946 року він перебував у Південній Америці, коли в нього почалася серйозна аритмія серця. Службове відрядження було скасоване, і 28 лютого 1946 року генерал армії Г.Арнольд звільнився з лав збройних сил у запас (офіційна дата його звільнення 30 червня 1946 року). Після виходу у відставку, він оселився в Сономі, в Каліфорнії, й майже повністю відійшов від справ. У січні 1948 року він отримав п'ятий інфаркт і був госпіталізований на три місяці.
7 травня 1949 року генералу армії Г.Арнольду присвоїли нове звання генерал Повітряних сил США, він став єдиною особою, удостоєною такого військового звання. До того ж, він є єдиним в історії США генералом, який мав два п'ятизіркових звання різних видів збройних сил.
15 січня 1950 року, у віці 63 років, генерал Повітряних сил Г.Арнольд помер у себе вдома в Сономі. Відставного генерала поховали з усіма почестями на Арлінгтонському національному цвинтарі.